# 貝爾特羅嘉寶鳳梨
貝爾特羅嘉寶鳳梨（學名：Catopsis berteroniana；標音：kətɒpsɪs bɚtəɹəʊniːɑːnə）為著生的鳳梨科植物，被認為可能是食肉植物，類似瘦縮布洛鳳梨，通常也稱作著生食蟲鳳梨，儘管有跡象顯示這仍是有疑問的。原产佛羅里達南部到巴西南部一带。一般生長在樹上無遮蔭的細枝，而且似乎能比其它可媲美本種大小的積水鳳梨捕捉到更多的蟲子在它積水槽。本屬另有許多其它種類， 然而都沒有被認定是食肉植物。